# Rudolf von Moreau
Rudolf Freiherr von Moreau (* 8. Februar 1910 in München; † 31. März 1939 auf der Erprobungsstelle Rechlin) war ein deutscher Offizier, zuletzt Hauptmann der Luftwaffe. Als Angehöriger der Legion Condor kämpfte er im Spanischen Bürgerkrieg und war u. a. am Luftangriff auf Guernica beteiligt. Internationale Bekanntheit erfuhr Moreau im Jahr 1938 durch seine Nonstopflüge Berlin–New York und Berlin–Tokio.

## Leben

### Frühe Jahre
Moreau wurde als Sohn des Königlich bayerischen Kammerjunkers Friedrich Freiherr von Moreau und seiner Erika, geb. Gräfin Geldern-Egmont geboren. Friedrich Freiherr von Moreau war  Besitzer von Schloss Kleeberg bei Ruhstorf an der Rott geworden, das die Familie 1881 von Alois Freiherrn Weiß von Starkenfels gekauft hatte. Er wuchs mit seinen Geschwistern Hermann von Moreau (1912–1966, Musikdirektor) und Karl Freiherr von Moreau (1916–1997, Politiker) auf. Seine Schuljahre verbrachte Moreau von 1916 bis 1930 in Eichstätt, Bad Reichenhall, Kleeberg und Passau. Sein Absolutorium bestand er 1930 am Humanistischen Gymnasium Passau. Noch im gleichen Jahr nahm er an der Universität München ein Studium in Geschichte, Philosophie und Kunst auf. Um seine Geschichtskenntnisse zu erweitern, ging er hierfür mehrere Monate nach Irland, wo er auch seine englische Sprache festigte. Anschließend verbrachte er ein Semester in Prag. An der Universität München besuchte er wieder Veranstaltungen in den Geisteswissenschaften. Dort schloss sich Moreau der katholischen Studentenverbindung Rheno-Bavaria im KV an. In diesem Zusammenhang zog er sich zweimal in geistige Einsamkeit zurück. Sein Lebenseinsatz solle – so Moreau – durch religiöse Kraft bestärkt werden. Hier reifte auch sein Gedanke, eine militärische Laufbahn einzuschlagen.
Am 9. April 1931 trat Moreau der Deutschen Verkehrsfliegerschule am Flugplatz Schleißheim bei München bei und bestand dort noch im selben Jahr die Prüfung zum Verkehrsflieger. Seit 1. April 1932 gehörte er der Reichswehr an, wo er dem 20. Infanterie-Regiment in Passau zugeteilt wurde. Von Juli 1933 bis September 1934 besuchte er die Infanterieschule in Dresden. Am 1. Oktober 1934 zum Leutnant befördert, flog Moreau vom 2. Oktober 1934 bis 4. März 1935 als Flugzeugführer auf verschiedenen innerdeutschen Luftverkehrsstrecken. Zugleich fungierte er während dieser Zeit als Ausbilder für den fliegerischen Nachwuchs.

### Luftwaffe
Am 5. März 1935 kam Moreau als Fliegerleutnant und Technischer Offizier zur Luftwaffe, wo er am 19. April 1935 zum Leiter der fliegerischen Staffelausbildung in Giebelstadt bestellt wurde. Diese Funktion behielt er bis Juli 1936. Als einer der ersten Luftwaffenangehörigen verließ Moreau am 19. Juli 1936 Deutschland, um als Staffelkapitän nach Marokko entsandt zu werden. Hier flogen er und seine Staffel mit etwa sieben Transportmaschinen vom Typ Ju 52 in sechs Wochen ca. 12.000 Soldaten des marokkanischen Korps unter General Francisco Franco nach Spanien. Am 1. August 1936 war Moreau bereits zum Oberleutnant befördert worden. Im Rahmen der Legion Condor flog Moreau bis Juli 1937 zahlreiche Bombenangriffe auf spanische Städte, darunter auch den Luftangriff auf Guernica, an dem seine Versuchsbomberstaffel 88 beteiligt war. Am 26. Juli 1937 kehrte Moreau nach Deutschland zurück, wo er ab September 1937 Ordonnanzoffizier beim Staatssekretär der Luftfahrt Generaloberst Erhard Milch wurde. In dieser Funktion wurde Moreau aus propagandistischen Gründen auf drei international Aufsehen erregende Rundflüge entsandt.
Vom 20. Oktober bis 4. Dezember 1937 absolvierte von Moreau als Zweiter Flugzeugführer den „Rund-Afrika-Flug“ mit einer Ju 52 (Kennzeichen D-AMUO), 28.000 km in 22 Etappen. Kommandant war Lufthansa-Flugkapitän Harry Rother, dazu kamen Obermaschinist Rivinius und Bordfunker Klaproth (ggf. Klapprott), beide ebenfalls von der Deutschen Lufthansa sowie vier Passagiere, darunter der Generaldirektor und Vorstandsvorsitzender der „Junkers Flugzeug- und Motorenwerke AG“ sowie Wehrwirtschaftsführer Heinrich Koppenberg, dessen Pressechef Friedrich Andreas Fischer Edler von Poturzyn und der Chef der belgischen Luftwaffe General F. Iserentant. Während des Fluges wurde Moreau am 1. November 1937 zum Hauptmann befördert. Anschließend kehrte er in den Geschäftsbereich um Milch zurück. Am 1. Juni 1938 wurde er zur Erprobungsstelle Rechlin abkommandiert.
Hier flog Moreau an der Seite von Flugkapitän Dipl.-Ing. Alfred Henke (1902–1940) am 10. und 11. August 1938 den Nonstopflug einer Focke-Wulf Fw 200 „Condor“ von Berlin nach New York City und zurück in Weltrekordzeit. Die Anerkennung des Rekords erfolgte am 4. Oktober 1938 durch den Aero Club. Vom 28. bis 30. November 1938 flog Moreau, erneut an der Seite von Henke, mit demselben Flugzeug den Nonstopflug (das war ein Flugwegrekord mit Zwischenlandungen) von Berlin nach Tokio, der allerdings auf dem Rückflug in Manila bereits sein Ende fand. International war dieser Flug unter dem Namen „Ostasienflug“ bekannt. Am 13. Februar 1939 erkannte der Aero Club diesen Flug als Weltrekord an. Ferner war Moreau während dieser Zeit Flugzeugführer der Maschine des französischen Fliegergenerals Joseph Vuillemin während dessen Rundreise in Deutschland. Nach den beiden Weltrekordflügen kehrte Moreau zur Erprobungsstelle Rechlin zurück, wo er im Versuchskommando 88, einer Ableitung des Flugzeugtyps Ju 88, weitere Testflüge absolvierte. Bei einem dieser Testflüge stürzte Moreau am 31. März 1939 nahe Rechlin mit einer Ju 88 aus unerklärlichen Gründen ab. Beide Fallschirme haben sich nicht öffnen lassen. Offizielle Verlautbarungen zum Unfallhergang sind nicht bekannt geworden. Diesbezügliche Aussagen, Moreau habe unter gesundheitlichen Problemen gelitten oder seine kritische politische Haltung sei ihm zunehmend ein Problem geworden, sind nicht bestätigt.

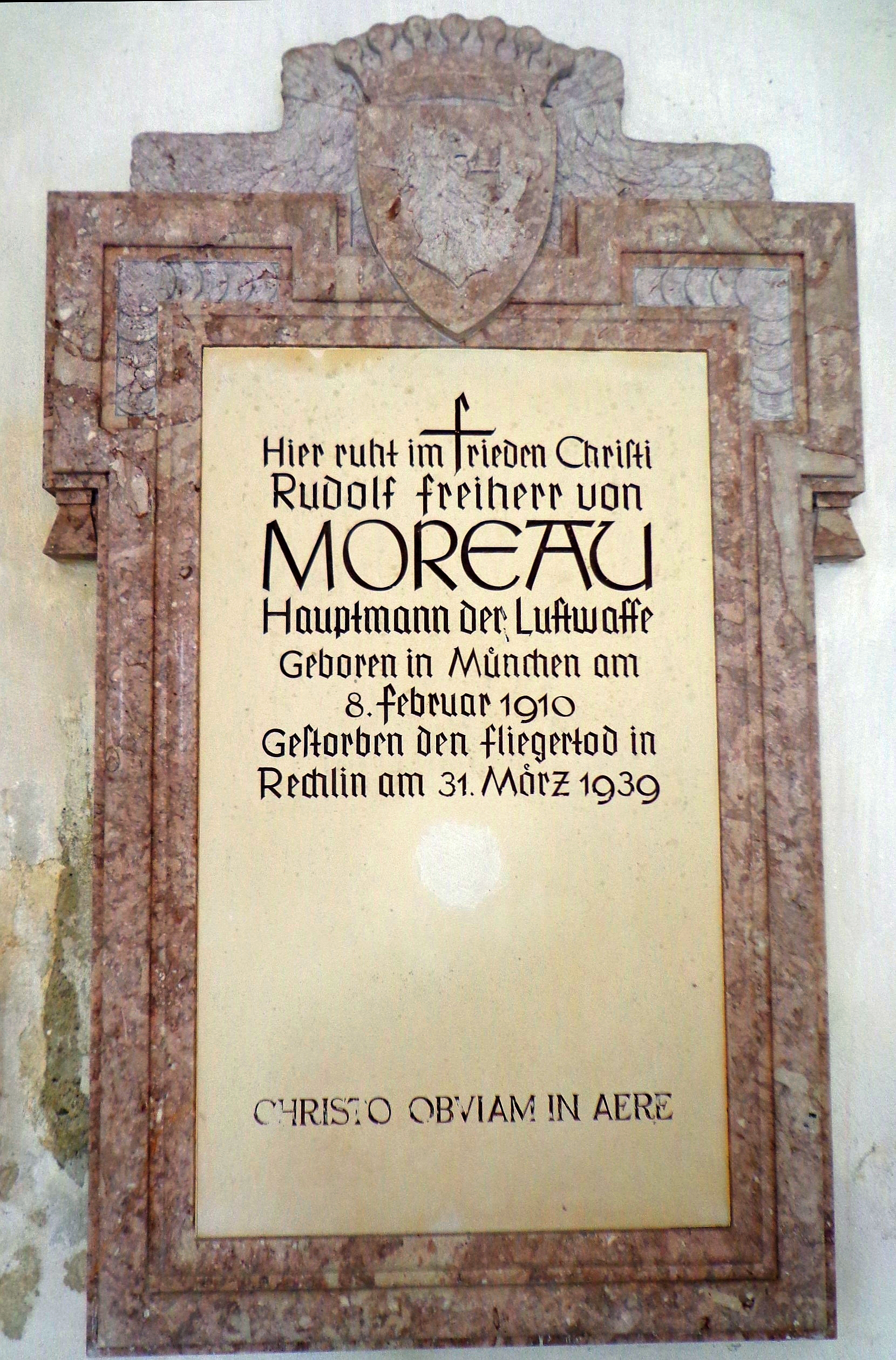
Epitaph für Rudolf Freiherrn von Moreau in der Friedhofskapelle Hader

Moreaus Tod wurde international wahrgenommen – insbesondere aber unter den faschistischen Staaten. Die Anzeige über Moreaus Tod erschien im Völkischen Beobachter im Namen Hermann Görings. Auch die Zeitung Der Angriff berichtete. Die spanische Zeitung ABC brachte am 8. April 1939 einen Nachruf. Der japanische Botschafter in Berlin Ōshima Hiroshi versandte ein Beileidstelegramm an die Familie Moreau, ebenso wie Hitler, Göring, Franz von Epp und Ernst Udet vor ihm. Die Trauerparade in Rechlin hielt Generaloberst Milch. Den Nachruf am Grabe von Moreau hielt General der Flieger Walter Musshoff. Rudolf Freiherr von Moreau ist begraben in der Moreau’schen Grablege in der Friedhofskapelle Hader bei Ruhstorf an der Rott.

## Auszeichnungen
- Medaille zur Erinnerung an den 13. März 1938
- Militär-Fliegerehrenzeichen von Frankreich
- Ehrendolch der Kaiserlich-Japanischen Marine
- Spanische Militärmedaille
- Spanienkreuz in Gold mit Brillanten (posthum)
- zwei unbekannte japanische Orden